# Jazyky v Evropě
Většina evropských jazyků spadá do indoevropské jazykové skupiny. Ta se v Evropě dělí na několik menších skupin, přičemž tři největší evropské jazykové skupiny jsou slovanské (zejména na východě a jihovýchodě), germánské (zejména na západě a severu) a na románské (zejména na jihu). Menšími jazykovými skupinami jsou např. ugrofinské, baltské a další.
Mezi pět nejpoužívanějších evropských jazyků patří ruština, němčina, angličtina, francouzština a italština. Mezi nejčastější jazyky evropských menšin patří arabština, jazyk především uprchlíků z Blízkého Východu a z Afriky.
Evropské jazyky používají jako písmo nejčastěji latinku, cyrilici nebo řecké písmo.

## Dělení
Jazyky používané v evropských zemích lze rozdělit do následujících skupin:

### Indoevropské
- slovanské – ruština, polština, ukrajinština, čeština, srbština, běloruština, slovenština, bulharština, chorvatština, kašubština, makedonština, bosenština, slovinština, černohorština, lužická srbština
- románské – španělština, portugalština, francouzština, italština, rumunština, katalánština, (moldavština), (sicilština), (sardinština), (korsičtina), rétorománština
- germánské – němčina, angličtina, nizozemština, švédština, dánština, norština, islandština, lucemburština, (faerština), skotština
- keltské – irština, kornština, velština, bretoňština, manština, Skotská gaelština
- baltské – litevština, lotyština
- albánština
- arménština
- řečtina

### Ostatní
- ugrofinské – maďarština, finština, estonština
- semitské – maltština
- turkické – turečtina, kazaština, ázérbájdžánština
- jihokavkazské – gruzínština
- izolované – baskičtina

## Úřední jazyky v evropských zemích
| Stát                | Úřední jazyky                                                             |
| ------------------- | ------------------------------------------------------------------------- |
| Albánie             | albánština                                                                |
| Andorra             | katalánština                                                              |
| Arménie             | arménština                                                                |
| Ázerbájdžán         | ázérbájdžánština                                                          |
| Belgie              | nizozemština, francouzština, němčina                                      |
| Bělorusko           | běloruština, ruština                                                      |
| Bosna a Hercegovina | bosenština, chorvatština, srbština                                        |
| Bulharsko           | bulharština                                                               |
| Černá Hora          | černohorština                                                             |
| Česko               | čeština                                                                   |
| Dánsko              | dánština                                                                  |
| Estonsko            | estonština                                                                |
| Finsko              | finština, švédština                                                       |
| Francie             | francouzština                                                             |
| Gruzie              | gruzínština, abcházština                                                  |
| Chorvatsko          | chorvatština                                                              |
| Irsko               | angličtina, irština                                                       |
| Island              | islandština                                                               |
| Itálie              | italština                                                                 |
| Kazachstán          | kazaština, ruština                                                        |
| Kypr                | řečtina, turečtina                                                        |
| Lichtenštejnsko     | němčina                                                                   |
| Litva               | litevština                                                                |
| Lotyšsko            | lotyština                                                                 |
| Lucembursko         | lucemburština, francouzština, němčina                                     |
| Maďarsko            | maďarština                                                                |
| Malta               | maltština, angličtina                                                     |
| Moldavsko           | rumunština, moldavština                                                   |
| Monako              | francouzština                                                             |
| Německo             | němčina                                                                   |
| Nizozemsko          | nizozemština, fríština, angličtina, papiamento                            |
| Norsko              | norština, nynorsk, bokmål, severní sámština                               |
| Polsko              | polština                                                                  |
| Portugalsko         | portugalština                                                             |
| Rakousko            | němčina                                                                   |
| Rumunsko            | rumunština                                                                |
| Rusko               | ruština, ázérbájdžáština, čuvaština, ukrajinština, tatarština, tuvinština |
| Řecko               | řečtina                                                                   |
| San Marino          | italština                                                                 |
| Severní Makedonie   | makedonština                                                              |
| Slovensko           | slovenština                                                               |
| Slovinsko           | slovinština                                                               |
| Spojené království  | angličtina, skotština, velština, irština                                  |
| Srbsko              | srbština                                                                  |
| Španělsko           | španělština                                                               |
| Švédsko             | švédština, finština, jidiš, romština                                      |
| Švýcarsko           | němčina, francouzština, italština, rétorománština                         |
| Turecko             | turečtina                                                                 |
| Ukrajina            | ukrajinština                                                              |
| Vatikán             | italština, latina, francouzština, němčina                                 |